# 伊集院忠国
伊集院 忠国（いじゅういん ただくに）は、鎌倉時代末期から南北朝時代の薩摩国の武将。薩摩島津氏の一族、伊集院氏第5代当主。薩摩伊集院領主。4代忠親の子。

## 生涯
南北朝の争乱が起きると、当初は島津宗家5代当主の貞久とともに足利尊氏に協力していた。足利尊氏が南朝方に敗れ九州に落ち延びると、貞久の招きに応じて北九州に出陣し、筑後の南朝方豪族・菊池氏を討つ。薩摩に戻った忠国だったが、延元2/建武4年（1337年）、懐良親王が征西将軍に任命され、先遣として南朝方公家の三条泰季が薩摩へ到着するや、南朝方に属して居城の一宇治城で挙兵する。南朝方に属した薩摩の豪族は多かったが、島津一族の中で忠国は唯一南朝方に属した人物であった。
同年7月、忠国ら南朝方は伊作へ侵攻、伊作家島津久長の率いる北朝方と交戦するも勝敗は決しなかった。当時京都で戦っていた貞久は本領の危機を知り長庶子の川上頼久・久長の子である島津宗久を急ぎ帰国させ、南朝方討伐に向かわせる。頼久らは帰国すると伊集院方の市来院を包囲。忠国は市来院を救うため出陣するも、2か月後には城を放棄することになる。市来院城の陥落後、忠国は南朝方の豪族とともに大隅の肝付兼重を援護、南薩地方で北朝方と戦う。延元3/暦応元年（1338年）、忠国は部将の村田如厳に命じ、給黎院（きいれいん）領主の和泉実忠（島津貞久の弟）を攻撃させる。村田如厳は給黎院の2城を落とし薩摩へ侵攻、島津本家の居城である碇山城を包囲するも、激しい抵抗にあい3か月後に包囲を解いている。
興国元/暦応3年（1340年）、島津貞久が帰国して南朝方を攻撃すると、忠国は一宇治城を放棄し平城へ逃亡。鹿児島の南朝方の城が次々と陥落する中、忠国は勢力の建て直しを計り、貞久が鹿児島を離れると肝付兼重とともに鹿児島の城を奪回する。興国3/康永元年（1342年）、懐良親王が薩摩に到着すると、忠国はじめ薩摩・大隅の南朝勢力は親王が居城とした谷山城に集まる。貞久は急ぎ谷山城を攻めるも敗退、貞久の子・氏久も負傷するなど南朝方優位の状態が続く。忠国は観応元/正平5年（1350年）には郡山の松尾城を陥落させ、郡山以南の地を南朝方の支配下に組み込んでいる。
郡山攻略後の忠国の事跡はあまり残っておらず、以後の詳細は不明である。しかし観応2/正平6年（1351年）、貞久・氏久が南朝方に降伏、その後忠国の子・久氏は氏久に従い南朝方の畠山氏を攻撃している（島津氏は状況をみて帰属・離反を繰り返していた）ことや忠国の娘が氏久の室であることからも、この時期には島津宗家に協力していたと考えられる。
島津宗家と対立していた忠国は『島津家文書』などで「兇徒」「賊徒」などと記されているが、明治になって南朝への忠勤が認められ、従三位の位が贈られている。